# Jevgenia Zarkovskaja
Jevgenia Pavlovna Zarkovskaja (Russisch: Евгения Павловна Зарковская; geboortenaam: Рябушкина; Rjaboesjkina) (Moskou, 21 november 1923) was een basketbalspeler van het nationale damesteam van de Sovjet-Unie. Ze werd Meester in de sport van de Sovjet-Unie in 1950.

## Carrière
Zarkovskaja speelde sinds 1937 voor Dinamo Moskou en won vier keer het Landskampioenschap van de Sovjet-Unie in 1938, 1939, 1940 en 1944. In 1945 stapte ze over naar MAI Moskou en won twee keer het landskampioenschap van de Sovjet-Unie in 1946 en 1947. In 1950 keerde ze terug naar Dinamo Moskou en won twee keer het landskampioenschap van de Sovjet-Unie in 1950 en 1953. Ook won ze met dat team ook de USSR Cup in 1953. Als speler voor het nationale team van de Sovjet-Unie won ze goud op het Europees kampioenschap in 1950.

## Privé
Jevgenia had twee zussen die ook in het nationale team van de Sovjet-Unie speelden. Vera Rjaboesjkina en Jevdokia Rjaboesjkina. Op de Europese kampioenschappen in 1950 speelde ze alle drie voor de Sovjet-Unie.

## Erelijst
- Landskampioen Sovjet-Unie: 8
  - Winnaar: 1938, 1939, 1940, 1944, 1946, 1947, 1950, 1953
  - Tweede: 1945, 1948, 1954
  - Derde: 1952
- Bekerwinnaar Sovjet-Unie: 1
  - Winnaar: 1953
  - Runner-up: 1951
- Europees Kampioenschap: 3
  - Goud: 1950, 1952, 1954